# John Henry Patterson

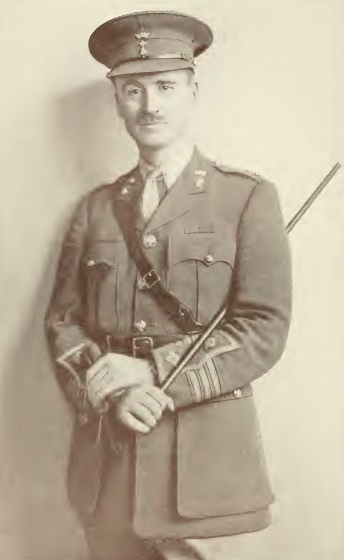
John Henry Patterson 1922

John Henry Patterson (* 10. November 1867 in Forgney, Irland; † 18. Juni 1947 in Bel Air, Kalifornien, USA) war ein britischer Soldat, Ingenieur, Jäger, Autor und Unterstützer des Zionismus. Bekannt wurde er durch sein Buch The Man-Eaters of Tsavo, das detailliert seine Erlebnisse beim Bau einer Eisenbahnlinie, der Uganda-Bahn in Britisch-Ostafrika, dem  heutigen Kenia, schildert.

## Familie
Patterson hielt seine Herkunft geheim. Sein Vater Henry war möglicherweise ein irisch-protestantischer Geistlicher, von seiner Mutter ist nicht einmal der Vorname bekannt. Patterson heiratete am 28. Oktober 1895 die 1867 in London geborene Frances „Francie“ Helena Gray, die er in Indien kennengelernt hatte. Frances Gray hatte einen Abschluss als Bachelor of Science sowie einen Doktorgrad in Jura. Ihr erstes gemeinsames Kind, Ellen Moyra, das in Indien geboren wurde, starb im Alter von vier Monaten. Am 10. März 1909 kam ihr Sohn Bryan in London zur Welt.

## Karriere beim Militär
Patterson trat 1885 im Alter von 17 Jahren in die British Army ein, besuchte die Royal Military Academy Sandhurst, diente kurze Zeit in Südafrika und war dann zwölf Jahre in Indien stationiert, wo er mit dem Eisenbahn- und Brückenbau beauftragt war und Sprachkenntnisse in Hindi erwarb. Er stieg in der militärischen Rangordnung auf, erhielt 1901 den militärischen Orden Distinguished Service Order und wurde 1915 Lieutenant Colonel (Oberstleutnant).

## Die Menschenfresser von Tsavo

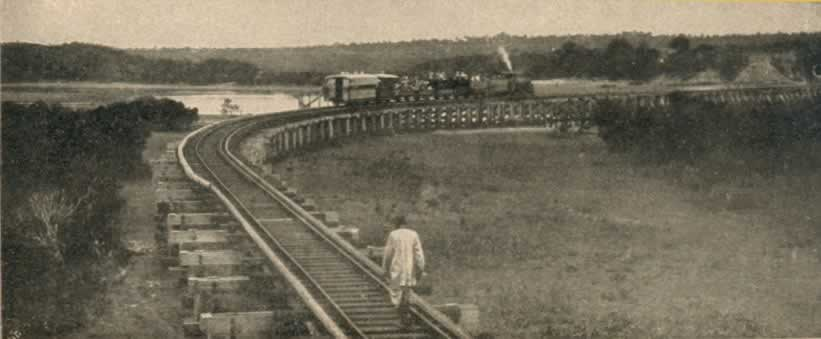
Uganda-Bahn bei Mombasa, etwa 1899

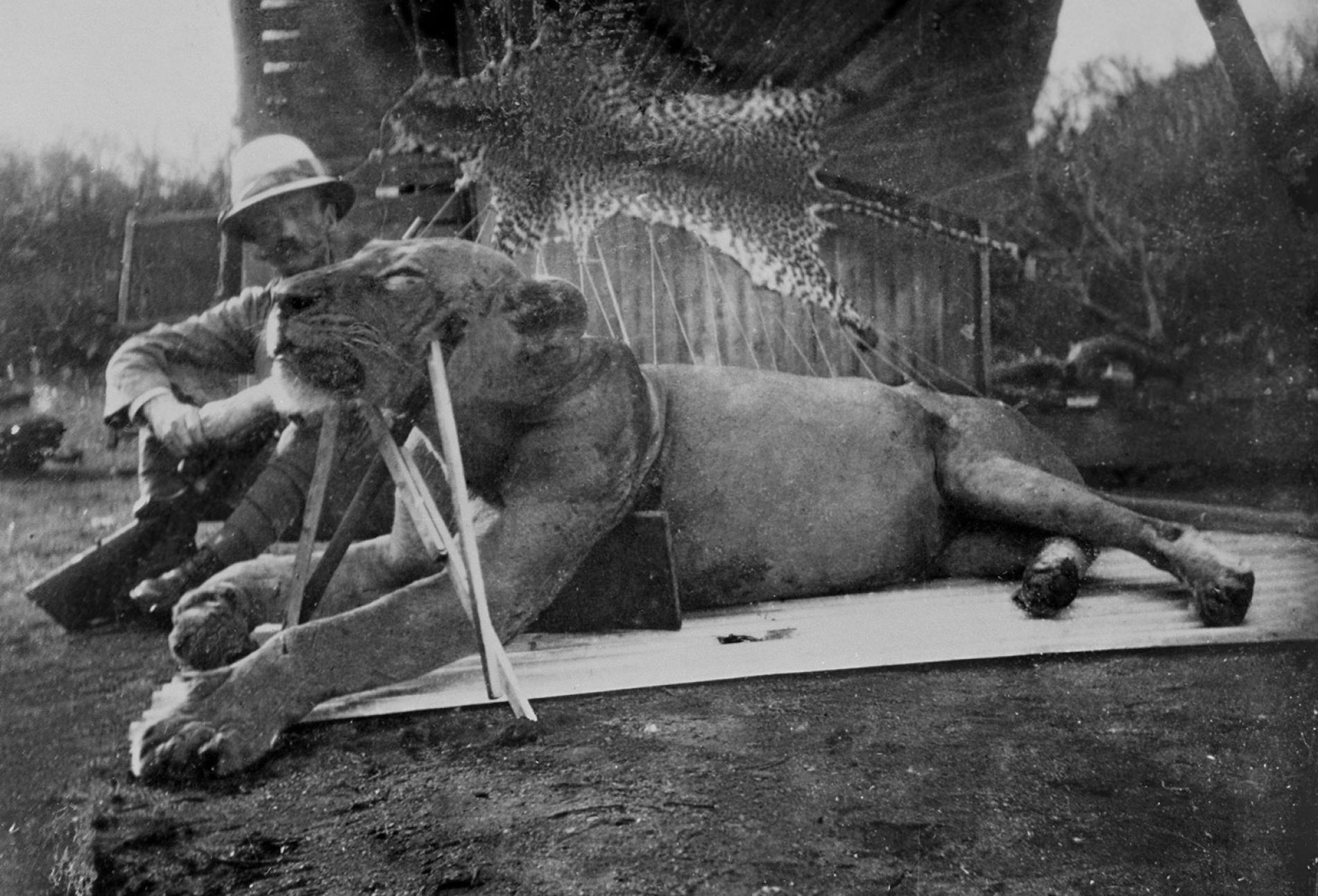
Der erste 1898 von Patterson im Tsavo-Gebiet erlegte Löwe

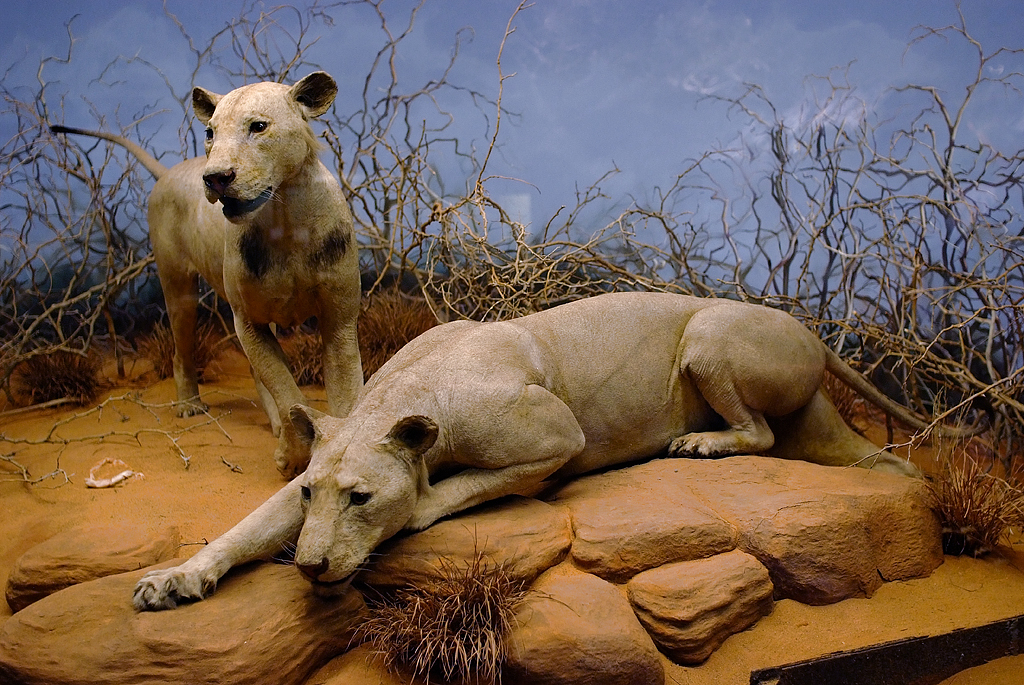
Präparate der Menschenfresser von Tsavo im Field Museum of Natural History, Chicago

1898 wurde Patterson von der Imperial British East Africa Company beauftragt, den Bau einer Eisenbahnbrücke über den Fluss Tsavo zu beaufsichtigen, und kam im März desselben Jahres in Afrika an. Kurz nach seiner Ankunft begannen Angriffe zweier männlicher Löwen auf die Arbeiter; die Tiere zogen ihre Opfer nachts aus den Zelten und verschleppten sie. Trotz Bomas aus Dornensträuchern als Einfriedungen um die Camps und nächtlicher Feuer steigerten sich die Angriffe so weit, dass der Brückenbau wegen der Angst der indischen Arbeiter schließlich zum Erliegen kam. Neben den offensichtlichen finanziellen Konsequenzen der Arbeitsniederlegung wurde auch Pattersons Autorität von den abergläubischen und in zunehmendem Maße feindseligen Arbeitern in Frage gestellt. Die Arbeiter waren überzeugt, dass die Löwen Geister verstorbener Häuptlinge seien, die sich in Gestalt von Löwen an jenen rächten, die am Bau der Eisenbahn arbeiteten. Patterson war von den Löwenangriffen so überrascht, dass er zunächst glaubte, verschwundene Arbeiter seien Gewaltverbrechen zum Opfer gefallen. Für die meisten der 1925 von Patterson behaupteten 135 Todesfälle liegen keine Unterlagen vor, die Bahnaufzeichnungen ordnen offiziell nur 28 Todesfälle den Löwenangriffen zu. Es wurde aber auch eine unbekannte Anzahl von Einheimischen getötet, über deren Tod keine genauen Aufzeichnungen gemacht wurden.
Mit seinen Erfahrungen als Tigerjäger während seines militärischen Einsatzes in Indien stellte Patterson sich der bedrohlichen Situation. Nach unzähligen Versuchen, die Löwen zur Strecke zu bringen, tötete er schließlich den ersten in der Nacht vom 9. auf den 10. Dezember 1898 und den zweiten am Morgen des 29. Dezember. Beide Tiere waren außergewöhnlich groß: von der Nase bis zum Schwanzende 2,9 beziehungsweise 2,95 Meter, und es erforderte acht Männer, sie zum Lager zu schleppen. 1924 verkaufte Patterson die einschließlich der Schädel als Fellvorleger präparierten Bälge nach Verhandlungen mit Stanley Field, dem Direktor des Field Museum of Natural History in Chicago, für $ 5000 an dieses Museum; die damalige Kaufkraft des Betrags entsprach 2024 derjenigen von etwa $ 92.000. Die Bälge mussten aufwändig neu präpariert werden und sind heute als Dermoplastiken separat von den Schädeln ausgestellt.
Nach dem Tod der Löwen feierten Arbeiter und Einheimische Patterson als Helden. Die Nachricht verbreitete sich bis nach England, und Patterson erhielt Glückwunschtelegramme. Das Ereignis wurde sogar im House of Lords des britischen Parlaments vom Premierminister Lord Salisbury erwähnt. Weil die Bedrohung beseitigt war, kehrten die Arbeitskräfte zurück, und die Tsavo-Eisenbahnbrücke wurde im Februar 1899 fertiggestellt; im Ersten Weltkrieg wurde die Brücke von den Deutschen gesprengt.
Die Arbeiter, die ihn vorher bedroht hatten und sogar hatten töten wollen (nach Pattersons Darstellung weil „die Steinhauer erkannten, dass ich beabsichtigte, jeden Mann für sein Geld eine angemessene Tagesarbeit leisten zu lassen“), ehrten Patterson mit einer silbernen Schale in Anerkennung der Gefahren, die er auf sich genommen hatte. Ihre Inschrift lautete:

„Geehrter Herr,
Wir, Ihr Aufseher, Ihre Zeitnehmer, Mistaris (Vorarbeiter der Steinhauer) und Arbeiter, ehren Sie mit dieser Schale als Zeichen unserer Dankbarkeit für Ihre Tapferkeit bei der Tötung der zwei menschenfressenden Löwen, die sie trotz der großen Gefahr für Ihr eigenes Leben erlegt haben, womit Sie uns davor bewahrt haben, von diesen schrecklichen Monstern verschlungen zu werden, die allabendlich in unsere Zelte einbrachen und unsere Gefährten von unserer Seite nahmen. Indem wir Ihnen diese Schale widmen, schließen wir alle Sie in unsere Gebete ein für ein langes Leben, Glück und Wohlstand. Wir bleiben für immer, geehrter Herr, Ihre dankbaren Diener.
Baboo Purshotam Hurjee Purmar, Aufseher und Bauleiter, im Namen Ihrer Arbeiter.
Tsavo, 30. Januar 1899“

Patterson schrieb, er werde die Schale „stets als meine wertvollste und am härtesten erkämpfte Trophäe betrachten“. 1907 veröffentlichte er sein erstes Buch, The Man-Eaters of Tsavo, das seine Abenteuer dokumentierte. Dieses Buch war auch die Grundlage für vier Filme: Bwana Devil (1953), Killers of Kilimanjaro (1959), Der Geist und die Dunkelheit (1996) mit Val Kilmer (als Patterson) und Michael Douglas in den Hauptrollen und Prey (2007). 
Eine von Patterson in der Tsavo-Region erlegte Elenantilope wurde 1906 von dem britischen Naturforscher Richard Lydekker als neue Unterart beschrieben und nach Patterson Taurotragus oryx pattersonianus benannt.

## Der Todesfall Audley Blyth
Am 20. Dezember 1901 war Patterson wieder in England; bald nach seiner Rückkehr wurde er nach Südafrika in den Zweiten Burenkrieg entsandt und reiste 1906 erneut nach Ostafrika. Von 1907 bis 1909 war er Game Warden (Aufseher) der Wildreservate in Britisch-Ostafrika; davon handelt sein zweites Buch In the Grip of the Nyika (1909). Während einer Jagdsafari mit Corporal Audley James Blyth und dessen Frau Ethel kam Blyth am 21. März 1908 in Laisamis (340 Kilometer nördlich von Nairobi) durch einen Revolverschuss ums Leben; Blyth war während der Safari an einem mit Fieber einhergehenden Abszess erkrankt. Als Patterson Anfang Mai 1908 in Nairobi eintraf, berichtete er dem Gouverneur von Britisch-Ostafrika, Blyth habe sich unabsichtlich beim Hantieren mit seinem Revolver erschossen. Er, Patterson, sei die ganze Nacht bei dem unter Fieber leidenden Blyth gewesen; der Schuss sei gefallen, als er Blyths Zelt am Morgen kurz verlassen habe. Der zuständige Provincial Commissioner misstraute dieser Version; Anfang Februar 1909 spürte er zwei afrikanische Mitglieder der Safari auf, die ihm berichteten, Blyths Frau habe die Nacht vor dem Todesschuss mit Patterson in dessen Zelt verbracht. Unmittelbar nachdem sie am Morgen das Zelt ihres Mannes betreten habe, sei der tödliche Schuss gefallen und Mrs. Blyth sei schreiend aus dem Zelt gelaufen. Blyth habe sich in den Mund geschossen, die Kugel sei nahe dem Ohr ausgetreten. Die Zeugen berichteten zudem, Patterson habe sie angewiesen, Blyth zu begraben; Patterson habe alle Papiere Blyths und dessen Kleidung verbrannt und sei dann mit Mrs. Blyth zur Fortsetzung der Safari nach Norden weitergezogen.
Patterson kehrte 1908 in schlechter gesundheitlicher Verfassung mit Ethel Blyth nach England zurück. Dort kursierte, ebenso wie in Ostafrika, das Gerücht, Patterson sei für Blyths Tod verantwortlich. Der Todesfall wurde, da Patterson eine offizielle Position „im Dienst seiner Majestät“ innehatte, im House of Lords erörtert, wo auch weitere Vorwürfe gegen Patterson zur Sprache kamen; sie betrafen seine illegale Jagd in Schutzgebieten und eine angebliche Bilanzfälschung. Der für die britischen Kolonien zuständige Minister (Secretary of State) teilte in einer Rede mit, er habe keine Einwände dagegen, dass Patterson seine Position als Game Warden behalte; dieser sei jedoch gesundheitlich so beeinträchtigt, dass er sich entschlossen habe, nicht nach Ostafrika zurückzukehren.

## Förderer des Zionismus

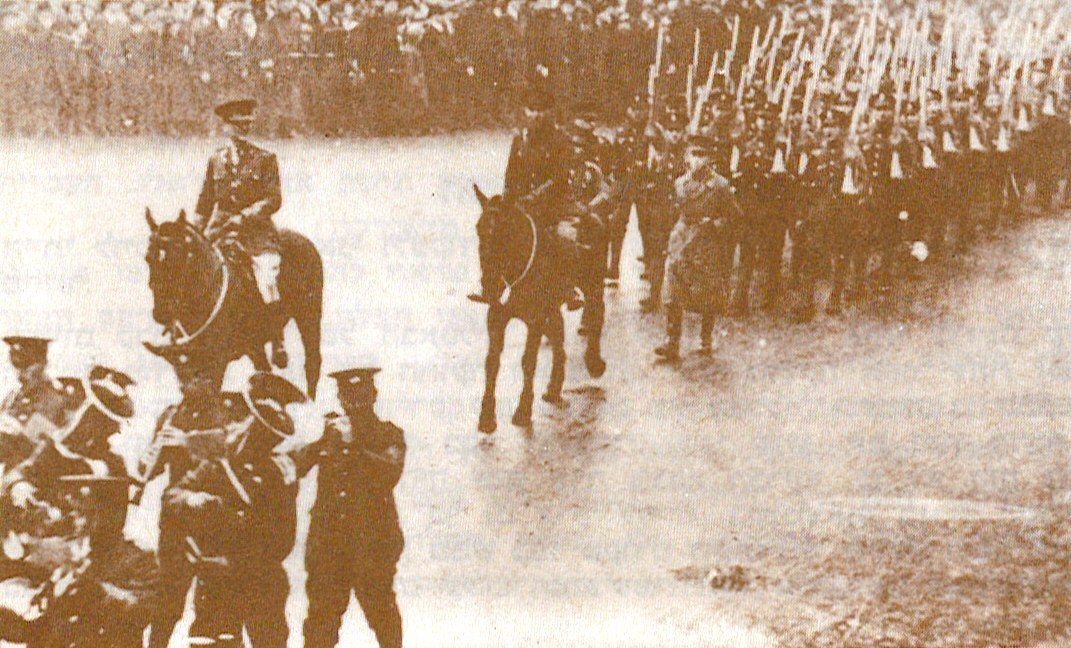
Marsch des 38. Bataillons der Royal Fusiliers im Februar 1918 in London, angeführt von Patterson (links, zu Pferd)

Im Ersten Weltkrieg war Patterson unter anderem in Ägypten stationiert. Obgleich er selbst Protestant war, wurde er ab 1915 ein bedeutender Förderer  des Zionismus, zunächst als Kommandant des Zion Mule Corps, das er 1915 in der Schlacht von Gallipoli führte; 1916/17 kommandierte er dann das 4. Bataillon der Royal Irish Fusiliers sowie 1917 das 38. Bataillon der königlichen Füsiliere, das zur Jüdischen Legion der British Army gehörte und in der Geschichte der jüdischen Streitkräfte in Palästina eine Grundlage der späteren israelischen Streitkräfte war. Pattersons letzte Bücher, With the Zionists in Gallipoli (1916) und With the Judeans in the Palestine Campaign (1922), basieren auf seinen Erfahrungen während dieser Zeit. Nach seiner militärischen Karriere setzte Patterson seine Unterstützung für die Zionisten als Fürsprecher für einen jüdischen Staat im Nahen Osten fort.

## Letzte Jahre
Patterson wurde 1920 nach 35 Jahren Militärdienst pensioniert. Er lebte mit seiner Frau mehrere Jahre in einem kleinen Bungalow in La Jolla, Kalifornien. Als seine Frau medizinische Betreuung benötigte und seine eigene gesundheitliche Konstitution nachließ, zog er mit seiner Frau auf das Anwesen der Zionistin Marion Travis in Bel Air. 

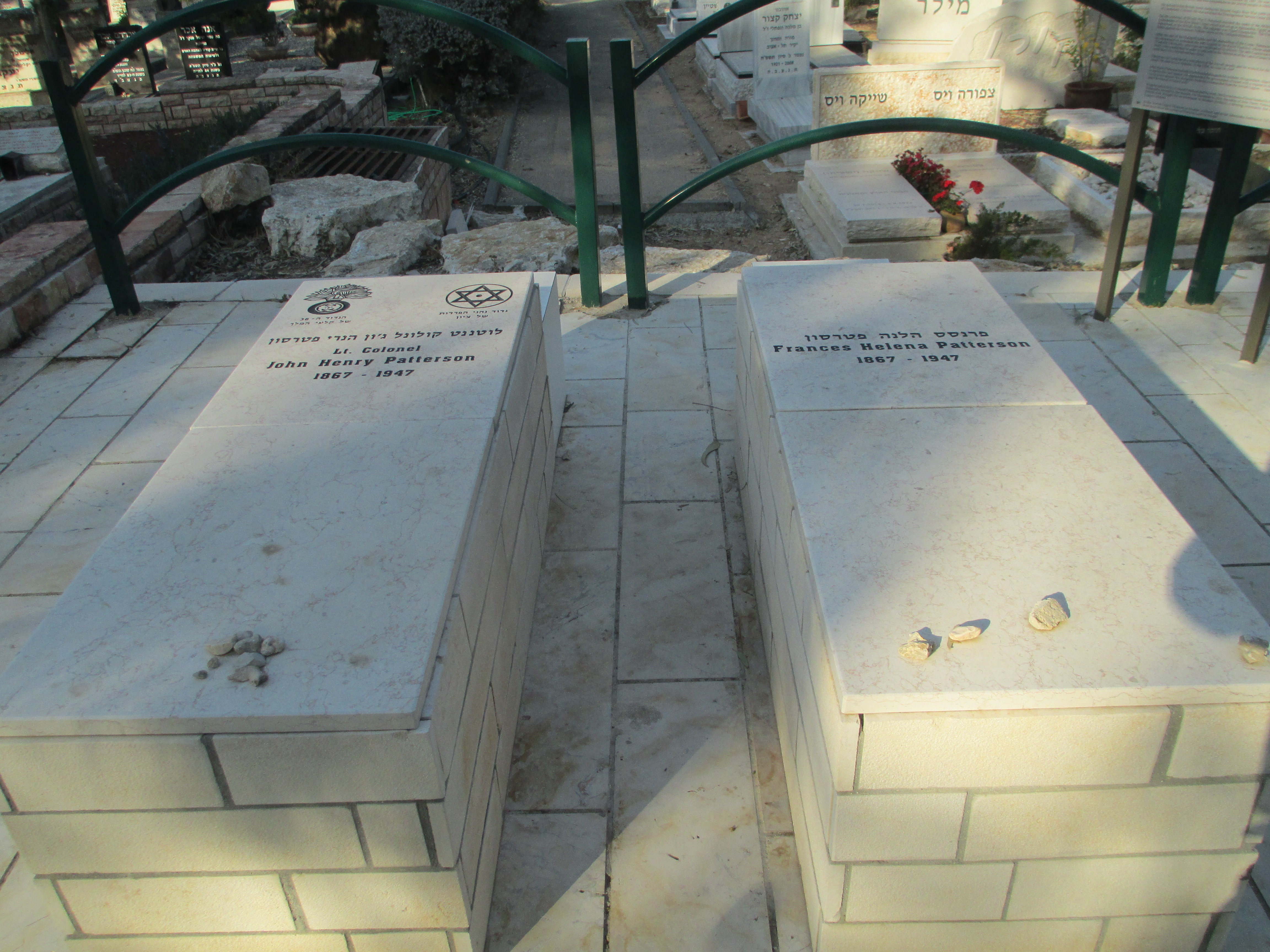
Grabstätten von John und Helena Patterson in Moschaw Avihayil bei Netanja

Patterson starb 1947 im Alter von 79 Jahren; seine Frau starb sechs Wochen später in einem Pflegeheim in San Diego. Die Urnen von John Henry und Francis Helena Patterson wurden zunächst auf dem Angelus Rosedale Friedhof in Los Angeles beigesetzt. 
Ein Jahr nach ihrem Tod wurde am 14. Mai 1948 der Staat Israel gegründet. Einem Wunsch Pattersons entsprechend, wurden 2014 seine Urne und die Urne seiner Frau in Moschaw Avihayil bei Netanja bestattet; die Grabrede hielt Ministerpräsident Benjamin Netanjahu.

## Bibliografie
- The Man-eaters of Tsavo (1907)
- In the Grip of Nyika (1909)
- With the Zionists at Gallipoli (1916)
- With the Judeans in Palestine (1922)